# Пряльники

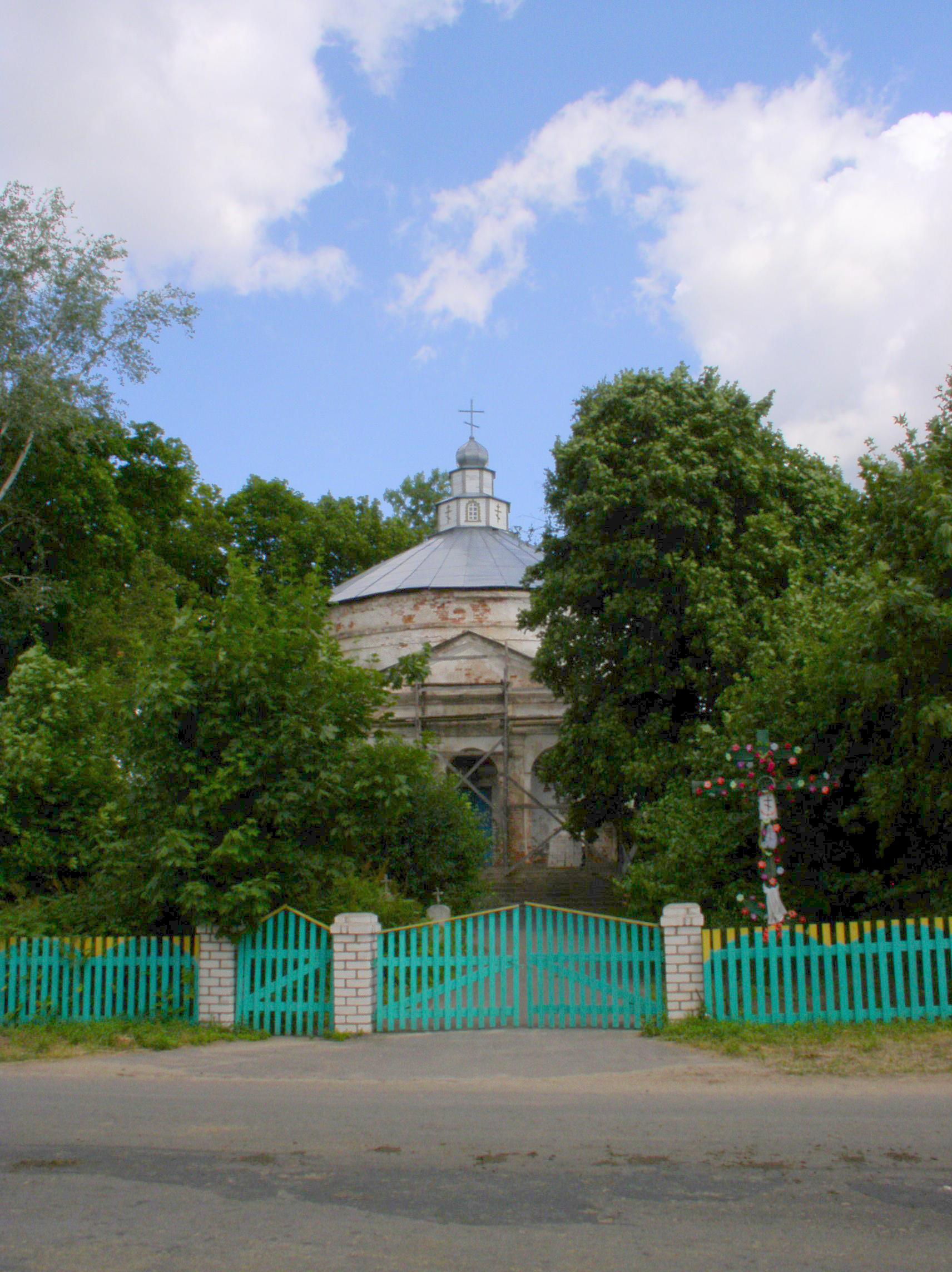
Бывшая часовня-усыпальница

Пряльники, также Пральники (бел. Пральнікі) — деревня в Воложинском районе Минской области Белоруссии, в составе Ивенецкого сельсовета. До 2013 года была административным центром и входила в состав Пряльнинского сельсовета. Население 162 человека (2009). 
Находится в 50 км от Минска в западном направлении и удобно располагается посередине туристического маршрута Раков — Ивенец.

## География
Пряльники находятся в 9 км к северо-востоку от центра сельсовета посёлка Ивенец и в 27 км к юго-востоку от райцентра, города Воложин неподалёку от границы с Дзержинским районом. В 3 км к северу от деревни протекает река Ислочь, приток Березины. Через деревню проходит автодорога Ивенец — Раков.

## История
Согласно письменным источникам в XVIII веке местечком Пральники владел помещик Присецкий. В XIX веке — польский род Ратынских, а в 1879 году имение принадлежало помещице Ледуховской. В поселке работала мельница, кузница и корчма. При Ратынских во второй половине XIX века в имении появляется каменная каплица, впоследствии ставшая усыпальницей знатного рода.
Часовня-усыпальница Ратынских на Пральникском кладбище — памятник архитектуры позднего классицизма. Построена в 1850 году и включена в список историко-культурного наследия Беларуси. С 1866 года каплица стала церковью Святого Николая, затем здесь был католический костел, а с конца XX века — снова православный храм. Каменная церковь очень красивая и необычная, круглая в плане. Она представляет большую архитектурную ценность и привлекает туристов и историков не только нашей страны, но и зарубежных государств.

## Достопримечательности
- Часовня-усыпальница бывшей дворянской усадьбы. Построена во второй половине XIX века, ныне находится в стадии реконструкции под православную церковь. Памятник архитектуры позднего классицизма. Включена в Государственный список историко-культурных ценностей Республики Беларусь[2].